# Utricularia uxoris
Utricularia uxoris — вид рослин із родини пухирникових (Lentibulariaceae).

## Середовище проживання
Ендемік Коста-Рики.